# Partido de Quilmes
El Partido de Quilmes es uno de los 135 partidos de la provincia de Buenos Aires, Argentina, ubicado en sudeste del Gran Buenos Aires. Limita al nordeste con el Río de la Plata, al sudeste con el partido de Berazategui, al sur con el partido de Florencio Varela, al sudoeste con el partido de Almirante Brown, al oeste con el partido de Lomas de Zamora, al noroeste con el partido de Lanús y al norte con el partido de Avellaneda.

## Toponimia

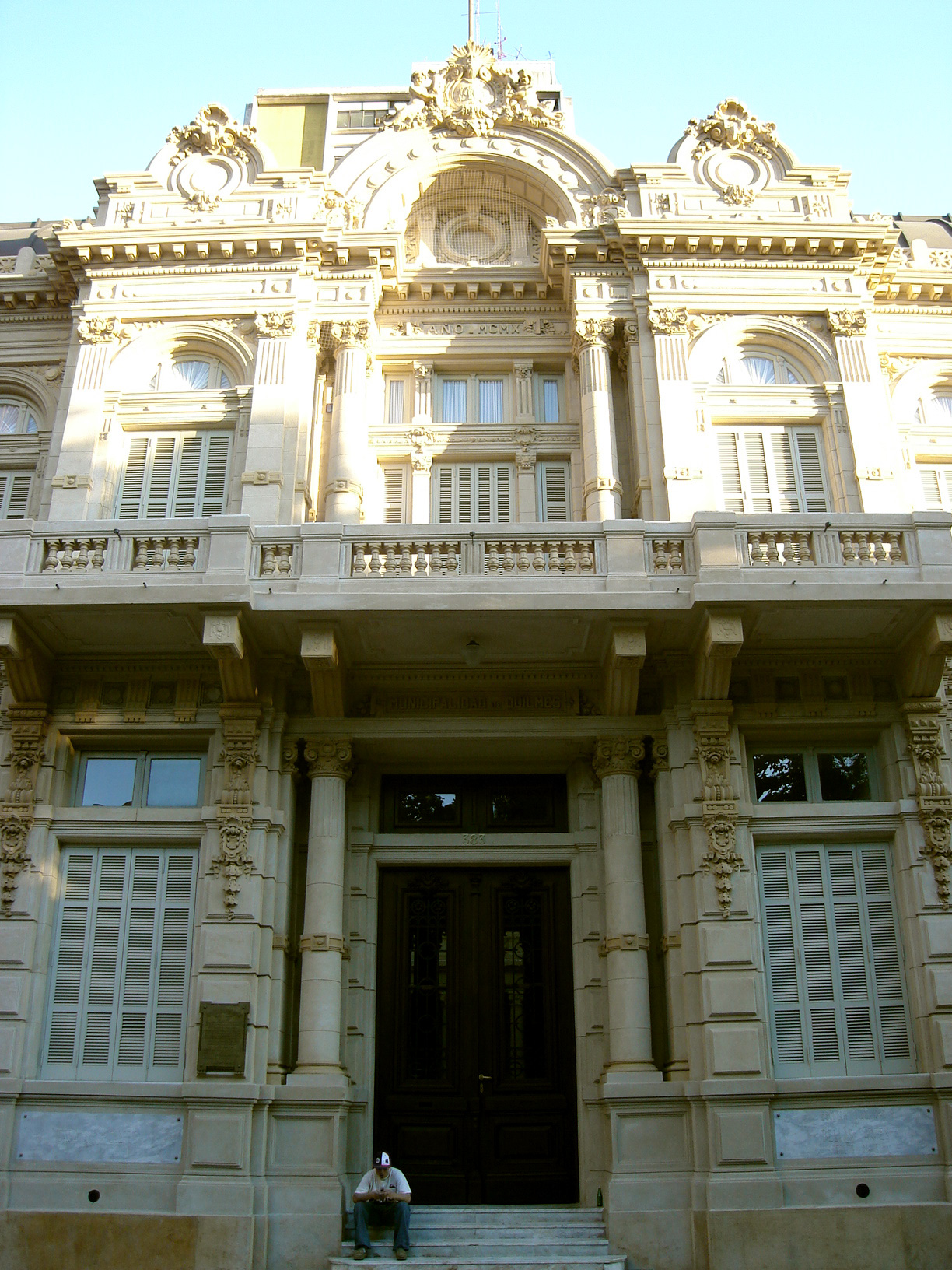
Frente del viejo palacio municipal del partido de Quilmes

Nombre que recuerda a la parcialidad indígena de los paziocas ("diaguitas") llamada Quilmes, forzada a trasladarse 1200 km a pie a esta zona desde el extremo oeste de la provincia de Tucumán en el siglo XVII. El nombre proviene del idioma cacán, hoy desaparecido, y significaría “entre cerros”.

## Historia
Fue creado en 1784, sobre la base de una reducción de indígenas quilmes traídos por los españoles desde los Valles Calchaquíes, disuelta recién en 1812 por el Primer Triunvirato, al declarar a Quilmes como pueblo libre. Hoy la industria, el comercio y la cultura sobresalen en el distrito. El desarrollo industrial comenzó en 1890 con la apertura de la Cervecería y Maltería Quilmes. El asentamiento de industrias, principalmente en las ciudades de Quilmes y Bernal, aumentó significativamente en los años 1930 del siglo pasado. Durante las últimas décadas se han desarrollado el comercio y los servicios.

### Los orígenes
Los primeros propietarios de las tierras fueron tres acompañantes de Juan de Garay: Xeres (Jeres), Quiroz e Izarra.
Se tiene noticias que la costa de Quilmes era utilizada para actividades de contrabando. Los productos manufacturados, introducidos por los barcos europeos eran cambiados por productos agrícola-ganaderos. Se reconoce a don Melchor Maciel, la primera vaquería, que consistía en la caza indiscriminada de ganado vacuno cimarrón para obtener cueros (1608).
En 1611, empezó a delimitarse el pago de La Magdalena, integrado por toda la región derecha del Riachuelo sur y sudeste hasta el Río Salado.

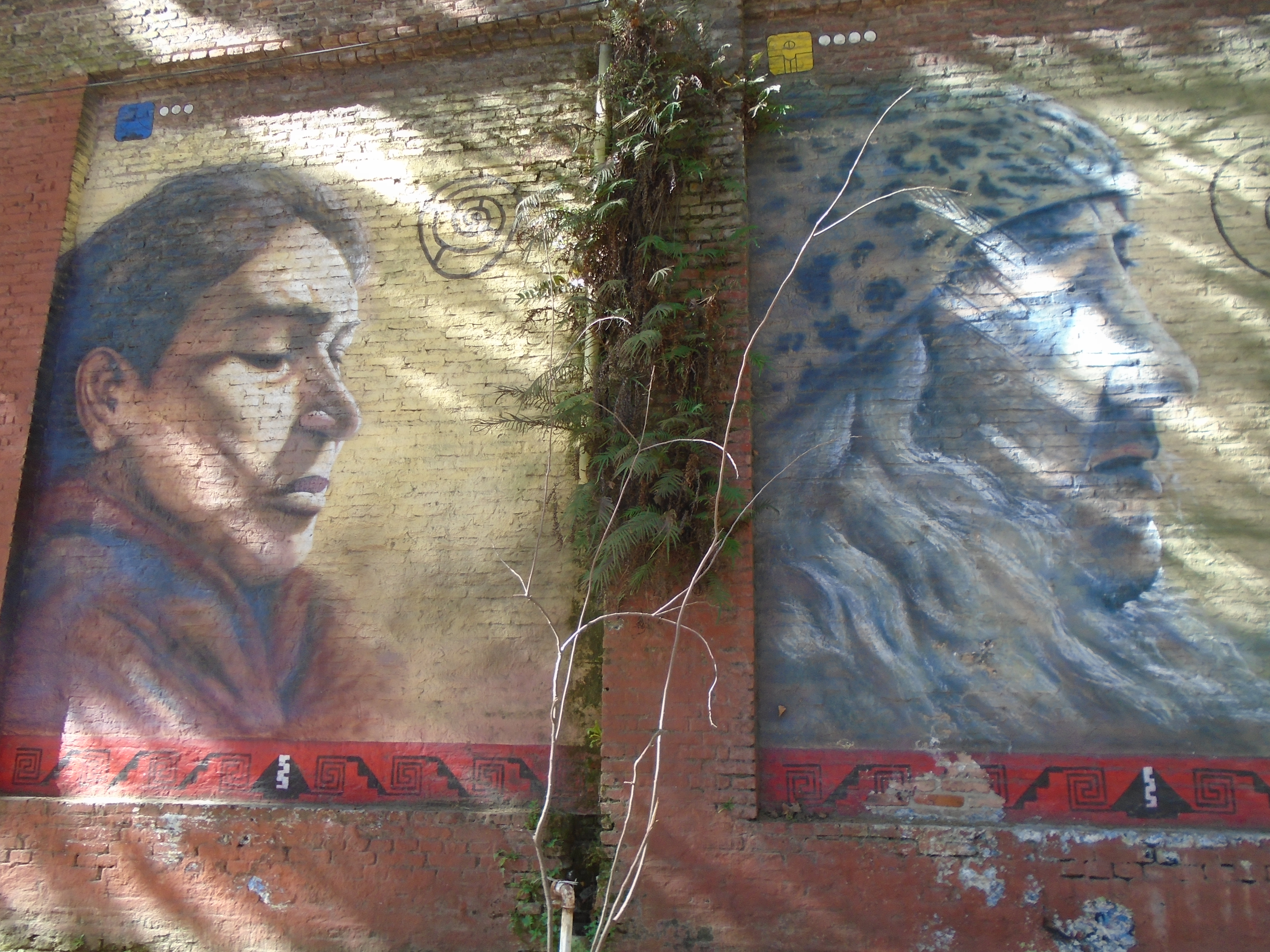
Mural en homenaje a los aborígenes quilmes (Cervecería Quilmes).

### La Reducción
Los Valles Calchaquíes, en Tucumán, sirvieron de albergue a un pueblo que, pese al paso del tiempo, sobrevivió con el nombre de "quilmes". Hoy toda su historia quedó grabada en una porción de naturaleza tucumana que trascendió las fronteras provinciales y alcanzó el sur de Buenos Aires. Ese pueblo indígena se caracterizaba por una hostilidad particular, en principio con los pueblos vecinos y, más tarde, con los españoles. Cuando desembarcaron los europeos, los quilmes no quisieron someterse, y desde el 1530 se desató una guerra que se prolongó por 130 años (llamada "Guerras Calchaquíes"). Finalmente, fueron doblegados, y las familias sobrevivientes fueron obligadas a caminar hasta Buenos Aires. Por orgullo, la mitad se habría suicidado en el camino[cita requerida].

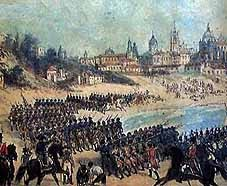
Desembarco sobre las costas de Quilmes de la 1.ª Invasión Inglesa comandada por William Carr Beresford, 25 de junio de 1806

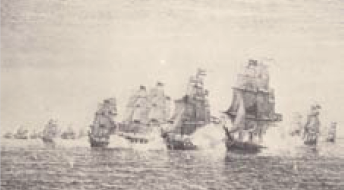
Combate de Quilmes, el 29 de julio de 1826, heroica victoria del Almirante Brown sobre la escuadra brasileña.

Las 200 familias de quilmes y acalianos que llegaron a Buenos Aires debieron establecerse en un paraje al sur de la ciudad sobre las barrancas del Río de la Plata. En 1666, Don José Martínez Salazar, presidente entonces de la primera audiencia de Buenos Aires, los situó en el paraje indicado, llamándose "Reducción de la Exaltación de la Santa Cruz de los Indios Quilmes", constituyendo el primer poblado al sur del Riachuelo.
Toda encomienda real debía tener una iglesia y un cura: de esta forma, se construye una capilla, denominándose "Santa Cruz de los Quilmes", bajo la dependencia de la parroquia de la Magdalena, siendo su primer cura Don Felipe Santiago de San Martín.
Hacia las postrimerías del siglo XVIII se fueron agregando otras parcialidades indígenas. Los abusos, las enfermedades, los mestizajes y la miseria contribuyeron a ir diezmando en forma alarmante a la población de los quilmes y otras poblaciones aborígenes. El registro estadístico consigna los siguientes datos: año 1680, 455 habitantes; año 1690, 361; año 1695, 384; año 1720,141 y en 1730, 129.
En 1769, durante el gobierno del virrey Vértiz, Magdalena es dividido en tres parroquias, Quilmes entre ellas. En 1784 la "Parroquia de Quilmes" se constituyó en "Partido de Quilmes", subdividido en seis cuarteles.
Las costas quilmeñas eran escenario del tráfico negrero; a tal fin se construyeron galpones para alojar a los negros esclavos.

### Invasiones inglesas
El 25 de junio de 1806 desembarcó en las costas de Quilmes el general inglés William Carr Beresford con una fuerza de unos 1600 hombres, entre ellos el Regimiento 71 de Highlanders, para conquistar Buenos Aires. Encontraron serias dificultades para movilizar sus cañones en un terreno bajo e inundado por la lluvia. El 27 de junio las autoridades virreinales aceptaron la intimación de Beresford y entregaron Buenos Aires a los británicos. Buenos Aires sería luego reconquistada el 20 de agosto del mismo año.
Un año después, el 28 de junio de 1807, en la Ensenada de Barragán desembarcó el teniente general John Whitelocke comandando un formidable ejército de unos 11 000 hombres, con la misma intención: conquistar Buenos Aires. John Whitelocke y su ejército serían derrotados el día 5 de julio del mismo año. En su marcha hacia Buenos Aires John Whitelocke y su ejército pasaron por la reducción.

### Combate de Quilmes
El Combate de Quilmes fue un enfrentamiento entre las escuadras de la República Argentina y del Imperio del Brasil durante la guerra del Brasil que enfrentó a ambas naciones entre 1826 y 1828.
El 29 de julio de 1826 se inicia la batalla entre:
- La fuerza argentina comandada por el Almirante Brown, con una escuadra que contaba con apenas 15 naves de guerra, de las cuales 8 eran cañoneras y tenían un solo cañón a proa, con un total de bocas de fuego que no excedía de 120.
- La fuerza brasileña comandada por el capitán de navío James Norton, compuesta por 2 fragatas, 3 corbetas, 4 bergantines, 6 goletas y 4 cañoneras que sumaban unas 225 bocas de fuego.

El 30 de julio, ante el temor de quedar varados por las bajas sufridas, la escuadra brasileña se retiró y las naves argentinas regresaron al puerto de Buenos Aires (la 25 de mayo debió ser remolcada).
Las bajas propias fueron 18 muertos y 35 heridos graves; no se conocen las del Brasil.

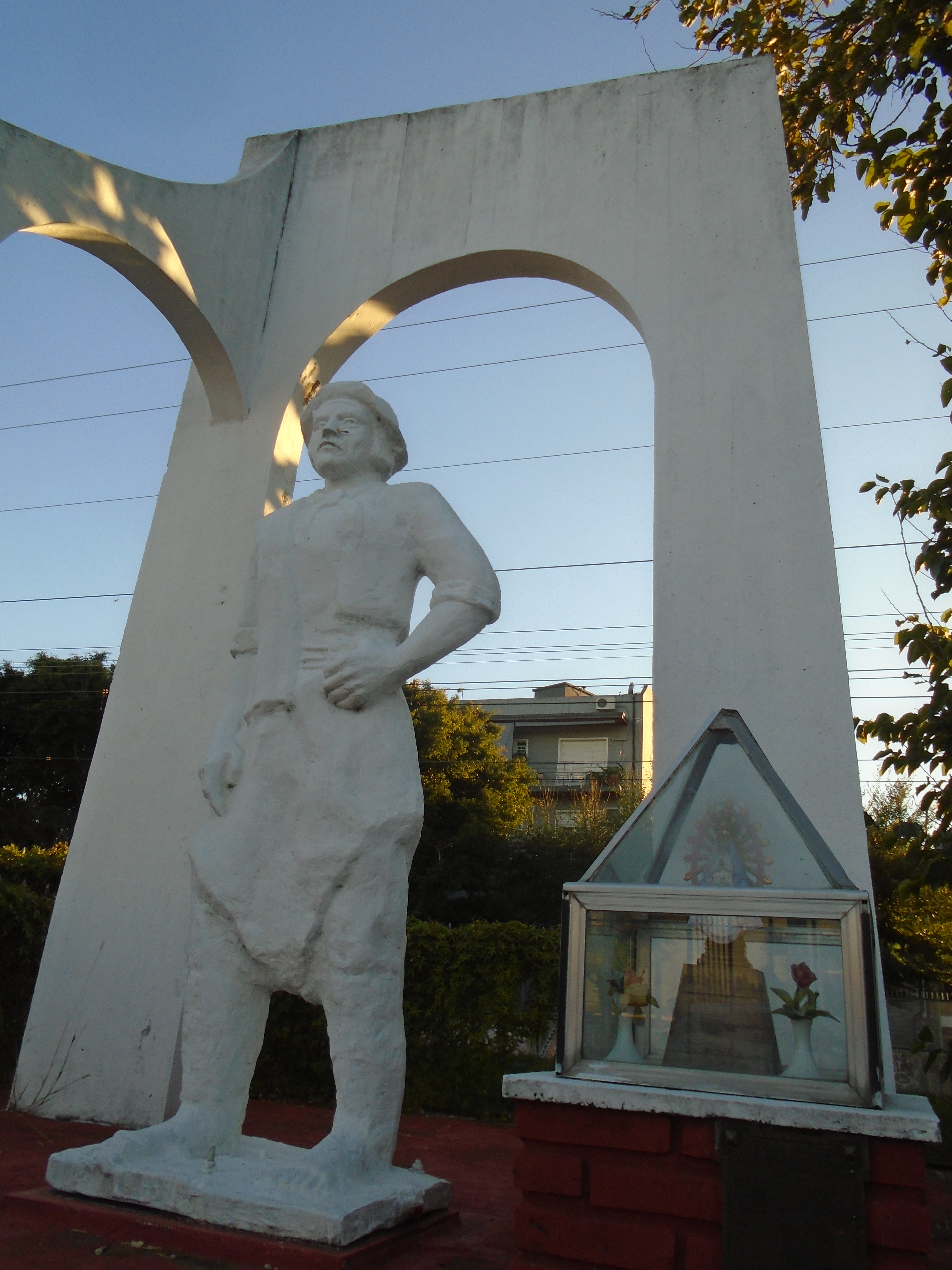
Monumento "El Rodeo", en homenaje al 10 de noviembre, Día de la Tradición (Bernal).

### El pueblo libre
Quilmes es un Curato con población
de seis y ocho ranchos, situado
sobre la costa del Río al sur de la Capital,
y a tres leguas de distancia.
Su posición es en un alto, plano y seguido
que domina la costa. Desde lo alto
hay cuatro cuadras a la orilla del bañado
es el que resguarda todas nuestras costas,
que se ha creído impracticable
Mariano Moreno, "Memoria sobre la Primera invasión inglesa"

Por decreto del 14 de agosto de 1812 del Triunvirato, integrado por Chiclana, Sarratea y Paso, se da por extinguida la Reducción y la reintegra a la propiedad del Estado. Por medio de la misma, se igualaba a los pocos "indios" quilmes que aún quedaban con los demás ciudadanos, importante determinación que terminó con las restricciones que impedían el normal desarrollo del pueblo. Por ese entonces, Quilmes era la principal ciudad ganadera de la provincia de Buenos Aires.

"(se declara) libre a toda clase de personas, su territorio de la propiedad del Estado; se derogan y suprimen todos los derechos y privilegios que gozaban los pocos indios que existen en dicha población, y en su virtud se extingue en los citados naturales, toda jurisdicción, amparándoles por ahora en la posesión de los terrenos que ocupan y cultivan, hasta que el coronel Don Pedro Andrés García realice el plano que se le ha ordenado formar del indicado pueblo, en cuyo caso se publicarán las demás providencias acordadas".
Primer decreto del Primer Triunvirato

En 1818: se nombró al piloto agrimensor Don Francisco Mesura y a los comisionados Don Felipe Robles y Don Manuel Torres para delinear y repartir las tierras de la suerte de estancia que ocupaba la extinguida Reducción (unas 1000 ha.), y siete años después, el agrimensor Linch traza el pueblo en la forma que hoy tiene, pero con solamente 140 manzanas.
En 1827: se creó la primera escuela primaria.
Hacia mediados de siglo comenzó a formarse lo que hoy es el pueblo de Bernal, partiendo de las residencias de Don Pedro Bernal y algunos padres dominicos.
En el año 1852 se establece el primer médico, Doctor Fabián Cueli.
En 1855, se dio la primera elección municipal (Don Tomás Flores como primer Juez), instalándose un año después la primera municipalidad.
Los primeros alumbrados públicos (faroles con velas de cebo), hicieron su aparición por esta época. En 1863, se inauguró el edificio de la que luego sería la escuela N.º 1, también comenzó a construirse el actual templo parroquial.
El 18 de abril de 1872, se inauguró la línea del Ferrocarril Buenos Aires a La Boca y Puerto de Ensenada. En 1901 fue transferida al Ferrocarril del Sud. Como ocurrió siempre con la presencia del ferrocarril, toda la zona sufrió una importante transformación que aceleró su progreso.

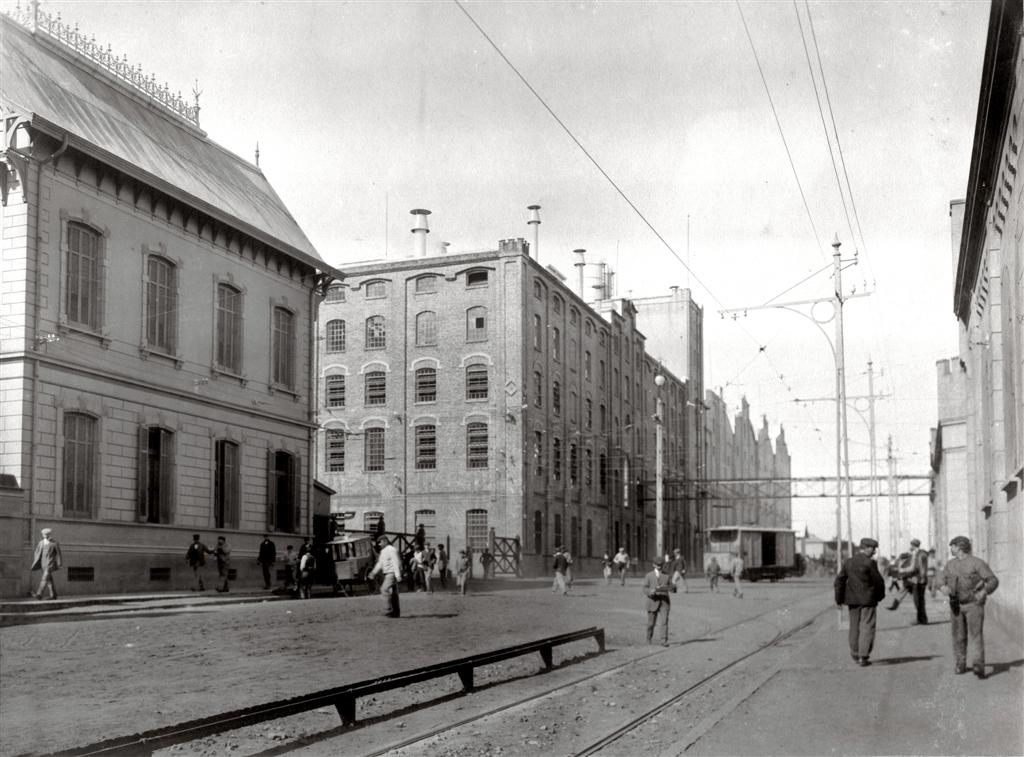
La Cervecería Quilmes a principios del, cuando era la cervecería más grande del país.

En 1872, junto con la llegada del ferrocarril y la aparición del alumbrado público a kerosene, se inauguró la primera biblioteca pública municipal.

### Periódicos
Se publicó el primer periódico zonal: El Progreso de Quilmes, dirigido por el Dr. Wilde.
Dos años después se sumaría otro periódico: "El Quilmeño". El pueblo ya tenía casi 7000 habitantes.
Ya en el siglo XXI, el partido tendrá tres diarios: El Sol; Perspectiva Sur y 5Días.
Un semanario que ronda los 20 años de vida, como "El Suburbano", y también se editan una serie de periódicos que no tienen aparición diaria: La Noticia de Quilmes; Última hora del Sur; Nuevo Horizonte; El Editorial; Art. 14; Realidad; La Voz de Solano; y la revista Punto.ar.

### Inmigrantes
Los inmigrantes, italianos en su mayoría, serán los que le darán su identidad a la vivienda urbana (denominada arquitectura italianizante). El progreso era evidente: el ferrocarril facilitó el establecimiento de fábricas a la vera de sus vías, como la cervecería Brasserie Argentine Sociedad Anónima, establecida en el año 1890, la Cristalería Rigolleau S.A en Berazategui, la Maltería de Hudson y la importante fábrica de papel de la Compañía General de Fósforos en Bernal. Estas fábricas se convirtieron en símbolos de prosperidad y progreso, brindándole identidad a cada pueblo.

### Cambios
A lo largo del siglo se fue desmembrando parte de su territorio original: en 1891, le tocó el turno a la zona de Florencio Varela.

## Geografía

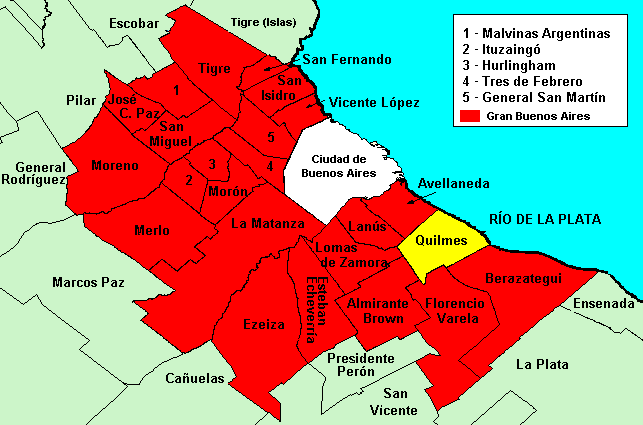
Ubicación de Quilmes en el GBA

### Ubicación
Ubicado en las coordenadas 34°43′ latitud Sur y 58°16′ longitud Oeste (34°43′S 58°16′O / -34.717, -58.267), el Partido Quilmes se encuentra dentro del Gran Buenos Aires, en la provincia de Buenos Aires, en Argentina. Fue el decimoquinto partido de la provincia de Buenos Aires en ser creado, es uno de los 24 partidos que integran el Gran Buenos Aires y uno del los 14 partidos del Gran Buenos Aires que se encuentra completamente urbanizado. Está situado en la Zona Sur del Gran Buenos Aires (a 17 km de la ciudad de Buenos Aires), es parte del segundo cordón del conurbano bonaerense e integra completamente el Aglomerado Gran Buenos Aires.
Limita con los partidos de: Avellaneda y Lanús al noroeste, Lomas de Zamora y Almirante Brown al suroeste y Florencio Varela y Berazategui al sureste, y al noreste con el Río de La Plata.

### Clima
El clima es de tipo templado pampeano, modificado por la urbanización, si bien por lo general la temperatura es de dos a tres grados más baja que en la ciudad de Buenos Aires por las mañanas. El promedio del mes de enero es de 25 °C y el de julio es de 11 °C. En verano las temperaturas pueden trepar a más de 39 °C y en invierno descender a -2 °C. La humedad por lo general es alta, por lo que puede sentirse más calor o más frío que la temperatura real (fenómeno conocido como sensación térmica). Las precipitaciones son de unos 1000 mm anuales.
Véase también: Clima urbano
| Parámetros climáticos promedio de Quilmes (2008-2015)                                       | Parámetros climáticos promedio de Quilmes (2008-2015) | Parámetros climáticos promedio de Quilmes (2008-2015) | Parámetros climáticos promedio de Quilmes (2008-2015) | Parámetros climáticos promedio de Quilmes (2008-2015) | Parámetros climáticos promedio de Quilmes (2008-2015) | Parámetros climáticos promedio de Quilmes (2008-2015) | Parámetros climáticos promedio de Quilmes (2008-2015) | Parámetros climáticos promedio de Quilmes (2008-2015) | Parámetros climáticos promedio de Quilmes (2008-2015) | Parámetros climáticos promedio de Quilmes (2008-2015) | Parámetros climáticos promedio de Quilmes (2008-2015) | Parámetros climáticos promedio de Quilmes (2008-2015) | Parámetros climáticos promedio de Quilmes (2008-2015) |
| Mes                                                                                         | Ene.                                                  | Feb.                                                  | Mar.                                                  | Abr.                                                  | May.                                                  | Jun.                                                  | Jul.                                                  | Ago.                                                  | Sep.                                                  | Oct.                                                  | Nov.                                                  | Dic.                                                  | Anual                                                 |
| ------------------------------------------------------------------------------------------- | ----------------------------------------------------- | ----------------------------------------------------- | ----------------------------------------------------- | ----------------------------------------------------- | ----------------------------------------------------- | ----------------------------------------------------- | ----------------------------------------------------- | ----------------------------------------------------- | ----------------------------------------------------- | ----------------------------------------------------- | ----------------------------------------------------- | ----------------------------------------------------- | ----------------------------------------------------- |
| Temp. máx. abs. (°C)                                                                        | 39.1                                                  | 38.1                                                  | 33.3                                                  | 31.1                                                  | 27.9                                                  | 24.4                                                  | 25.6                                                  | 30.3                                                  | 31.5                                                  | 33.4                                                  | 36.0                                                  | 38.4                                                  | 39.1                                                  |
| Temp. máx. media (°C)                                                                       | 36.9                                                  | 35.0                                                  | 31.7                                                  | 28.9                                                  | 24.8                                                  | 21.1                                                  | 22.4                                                  | 25.1                                                  | 26.2                                                  | 29.6                                                  | 33.2                                                  | 35.2                                                  | 29.2                                                  |
| Temp. media (°C)                                                                            | 25.2                                                  | 24.0                                                  | 21.7                                                  | 18.5                                                  | 15.0                                                  | 11.8                                                  | 11.2                                                  | 12.9                                                  | 14.6                                                  | 17.6                                                  | 21.6                                                  | 23.9                                                  | 18.2                                                  |
| Temp. mín. media (°C)                                                                       | 14.1                                                  | 13.1                                                  | 10.7                                                  | 7.4                                                   | 5.1                                                   | 1.8                                                   | 1.5                                                   | 2.9                                                   | 4.5                                                   | 7.0                                                   | 10.3                                                  | 11.7                                                  | 7.5                                                   |
| Temp. mín. abs. (°C)                                                                        | 11.9                                                  | 12.1                                                  | 7.9                                                   | 4.5                                                   | 1.6                                                   | 0.6                                                   | -1.0                                                  | 0.6                                                   | 2.4                                                   | 3.6                                                   | 9.1                                                   | 9.1                                                   | -1.0                                                  |
| Precipitación total (mm)                                                                    | 107.4                                                 | 147.8                                                 | 91.1                                                  | 59.0                                                  | 67.2                                                  | 47.5                                                  | 78.8                                                  | 72.2                                                  | 77.3                                                  | 98.3                                                  | 109.2                                                 | 75.2                                                  | 1031                                                  |
| Horas de sol                                                                                | 393                                                   | 294                                                   | 310                                                   | 300                                                   | 294                                                   | 270                                                   | 256                                                   | 302                                                   | 300                                                   | 349                                                   | 345                                                   | 372                                                   | 3785.9                                                |
| Humedad relativa (%)                                                                        | 68.0                                                  | 74.6                                                  | 76.9                                                  | 77.8                                                  | 84.2                                                  | 80.6                                                  | 82.4                                                  | 80.2                                                  | 77.8                                                  | 76.5                                                  | 71.4                                                  | 68.3                                                  | 76.6                                                  |
| Fuente n.º 1: Estación meteorológica Quilmes (2008-2015)                                    |                                                       |                                                       |                                                       |                                                       |                                                       |                                                       |                                                       |                                                       |                                                       |                                                       |                                                       |                                                       |                                                       |
| Fuente n.º 2: Facultad de Agronomía (Universidad de Buenos Aires) - Horas de Sol - Año 2008 |                                                       |                                                       |                                                       |                                                       |                                                       |                                                       |                                                       |                                                       |                                                       |                                                       |                                                       |                                                       |                                                       |

| Parámetros meteorológicos de Quilmes              | Parámetros meteorológicos de Quilmes | Parámetros meteorológicos de Quilmes | Parámetros meteorológicos de Quilmes | Parámetros meteorológicos de Quilmes | Parámetros meteorológicos de Quilmes | Parámetros meteorológicos de Quilmes | Parámetros meteorológicos de Quilmes | Parámetros meteorológicos de Quilmes | Parámetros meteorológicos de Quilmes | Parámetros meteorológicos de Quilmes | Parámetros meteorológicos de Quilmes | Parámetros meteorológicos de Quilmes | Parámetros meteorológicos de Quilmes |
| Mes                                               | Ene                                  | Feb                                  | Mar                                  | Abr                                  | May                                  | Jun                                  | Jul                                  | Ago                                  | Sep                                  | Oct                                  | Nov                                  | Dic                                  | Anual                                |
| ------------------------------------------------- | ------------------------------------ | ------------------------------------ | ------------------------------------ | ------------------------------------ | ------------------------------------ | ------------------------------------ | ------------------------------------ | ------------------------------------ | ------------------------------------ | ------------------------------------ | ------------------------------------ | ------------------------------------ | ------------------------------------ |
| Presión Máxima (hPa)                              | 1021.6                               | 1019.9                               | 1022.2                               | 1026.1                               | 1028.7                               | 1029.3                               | 1028.7                               | 1028.7                               | 1034.3                               | 1029.5                               | 1018.0                               | 1020.3                               | 1025.6                               |
| Presión Promedio (hPa)                            | 1013.3                               | 1011.3                               | 1012.9                               | 1017.0                               | 1015.6                               | 1018.5                               | 1018.4                               | 1016.3                               | 1019.0                               | 1013.9                               | 1008.7                               | 1012.4                               | 1014.8                               |
| Presión Mínima (hpa)                              | 1002.1                               | 1000.2                               | 1003.4                               | 1001.1                               | 1005.9                               | 1003.0                               | 988.9                                | 997.5                                | 1000.7                               | 996.0                                | 994.6                                | 1000.9                               | 999.5                                |
| Viento: Velocidad (km/h)                          | 59                                   | 70                                   | 53                                   | 50                                   | 46                                   | 59                                   | 81                                   | 61                                   | 68                                   | 66                                   | 80                                   | 52                                   | 62                                   |
| Viento: Dirección (PC)                            | E                                    | NE                                   | NE                                   | NE                                   | CA                                   | SO                                   | NO                                   | NE                                   | E                                    | NE                                   | E                                    | E                                    | ENE                                  |
| Viento Recorrido (km)                             | 4725                                 | 3608                                 | 3566                                 | 3389                                 | 3387                                 | 3912                                 | 5034                                 | 4307                                 | 5089                                 | 4327                                 | 3906                                 | 3908                                 | 4096.5                               |
| Fuente: Estación Meteorológica Quilmes - Año 2009 |                                      |                                      |                                      |                                      |                                      |                                      |                                      |                                      |                                      |                                      |                                      |                                      |                                      |

### Relieve

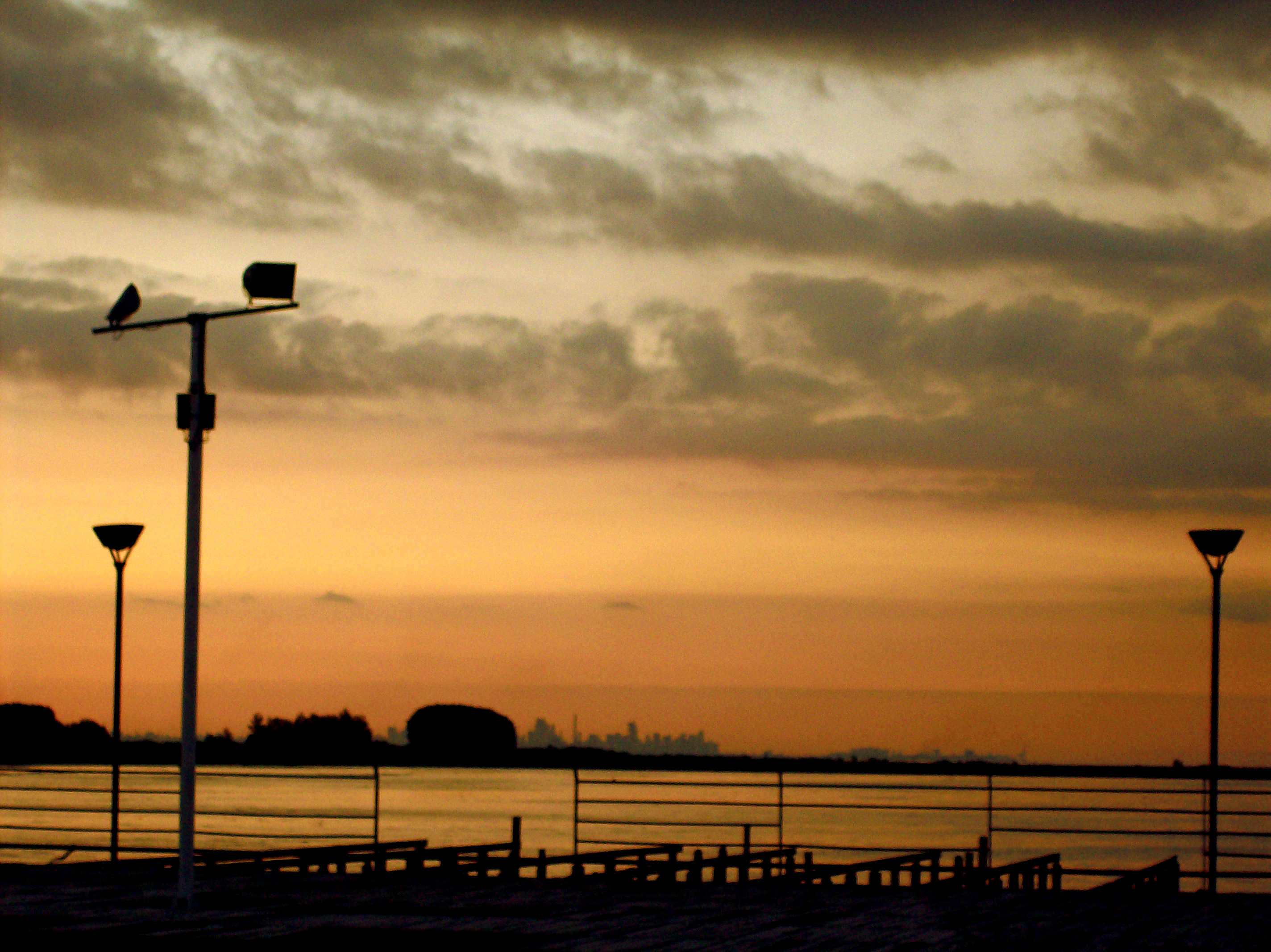
Ribera de Quilmes.

El pueblo de Quilmes ubicado, a 20 km de la Capital Federal sobre la costa del Río de la Plata, se edificó en terreno alto, desde la base de la barranca hasta la orilla del río.
El bañado sobre la costa del río, en una estrecha franja de aluvión de un ancho de dos o tres kilómetros, abarcaba las barrancas de la llanura y la costa del Río de la Plata. Era una zona fácilmente anegable, que por las repetidas crecientes, se fue elevando a lo largo del tiempo, sobre su antiguo nivel.
Actualmente ocupa una gran planicie suavemente ondulada. Arroyos y lagunas tienen cauces de poca hondura, lechos barrosos, contornos inundables, aguas frecuentemente turbias y mansas.

### Sismicidad
La región responde a la "subfalla del río Paraná», y a la "subfalla del Río de la Plata», con sismicidad extremadamente alta; y su última expresión se produjo el 5 de junio de 1888 (136 años), a las 3.20 UTC-3, con una magnitud de 8,5 en la escala de Richter. (Terremoto del Río de la Plata de 1888).

### Flora y fauna
A finales del siglo XVI desde Punta Indio hasta el Riachuelo de Barracas, se prolongaba un monte ribereño natural en casi toda la costa, zona de bañados y pantanos. La vegetación de la época prehispánica era muy poco variada y se componía principalmente de ceibos, sauces colorados, sarandíes negros, juncos, cañas, duraznillos blancos, tan característicos de las zonas húmedas.
Según el Telégrafo Mercantil del 11 de octubre de 1801, en la zona del bañado de Quilmes se podían cazar los siguientes productos para la obtención de cueros: vizcachas, venados, zorros, zorrillos, nutrias muy abundantes en las costas y arroyos del Riachuelo, perros cimarrones, cuyos cueros sirven para botas, cisnes, perdices y gaviotas por sus plumas.
Hacia 1880 el monte natural había sobrevivido en algunas zonas, pero ya en 1920, con la influencia del turismo en la ribera quilmeña, existían sólo unos 100 metros entre las vías del tranvía y la lengua de agua. Hoy sólo se conserva un vestigio de este monte en una reducida porción de la costa de Punta Lara.

### Localidades
|  |
|  |

| Ciudad | Localidad | Habitantes |

| Bernal               | Bernal Este Bernal Oeste | 33.415 76.499   |
| Don Bosco            |                          | 20.876          |
| Ezpeleta             | Ezpeleta Ezpeleta Oeste  | 49.191 23.366   |
| Quilmes              | Quilmes Quilmes Oeste    | 111.575 119.235 |
| San Francisco Solano |                          | 53.363          |
| Villa La Florida     |                          | 31.268          |

| Ciudad | Localidad | Habitantes |

| Bernal               | Bernal Este Bernal Oeste | 33.415 76.499   |
| Don Bosco            |                          | 20.876          |
| Ezpeleta             | Ezpeleta Ezpeleta Oeste  | 49.191 23.366   |
| Quilmes              | Quilmes Quilmes Oeste    | 111.575 119.235 |
| San Francisco Solano |                          | 53.363          |
| Villa La Florida     |                          | 31.268          |

## Población
Según los resultados definitivos del censo de 2022 la población del partido alcanza los 633.191 habitantes.
- Población en 1991: 511,234 habitantes (Indec, 1991), lo que significaba una densidad poblacional de 4.089,9 habitantes por kilómetro cuadrado.

- Población 2001: 518,788 habitantes (Indec, 2001), densidad de 4.150,3 habitantes por km², lo que representa una variación incercensal de un 1.48%.

- Población en 2010: 580,829 habitantes (Indec, 2010), densidad de 4.646,6 habitante por km²

La localidad de Quilmes contaba en el último censo, con 230,810 habitantes (Indec, 2001), repartidos 111.575 en Quilmes y 119.235 en Quilmes Oeste (48% y 52% respectivamente). Esta población conforma un 45% del total del partido, del cual es la ciudad más poblada.
- Densidad de población: 4.150,3 hab./km².
- No existen zonas rurales; excepto pastizales y terrenos sin urbanizar en las localidades de Ezpeleta y San Francisco Solano.
- El analfabetismo es inferior al 2,5%, la población con necesidades básicas insatisfechas llega al 21% siendo el mayor porcentaje en el conurbano y la mortalidad infantil al 11,2%, siendo una de las más bajas de la provincia.[5]
- Es el municipio con más actos delictivos producidos a diario.
- Es el municipio con menor crecimiento demográfico en la última década.

| Gráfica de evolución demográfica de Partido de Quilmes entre 1866 y 2022 |
|                                                                          |
| Fuente: Censos nacionales del INDEC                                      |

| Parámetros demográficos de Quilmes | Parámetros demográficos de Quilmes | Parámetros demográficos de Quilmes | Parámetros demográficos de Quilmes | Parámetros demográficos de Quilmes | Parámetros demográficos de Quilmes | Parámetros demográficos de Quilmes | Parámetros demográficos de Quilmes | Parámetros demográficos de Quilmes | Parámetros demográficos de Quilmes | Parámetros demográficos de Quilmes | Parámetros demográficos de Quilmes | Parámetros demográficos de Quilmes | Parámetros demográficos de Quilmes |
| Año | 1866                               | 1869                               | 1881                               | 1895                               | 1914                               | 1947                               | 1960                               | 1970                               | 1980                               | 1991                               | 2001                               | 2010                               | 2022                               |
| --- | ---------------------------------- | ---------------------------------- | ---------------------------------- | ---------------------------------- | ---------------------------------- | ---------------------------------- | ---------------------------------- | ---------------------------------- | ---------------------------------- | ---------------------------------- | ---------------------------------- | ---------------------------------- | ---------------------------------- |
| Población | 5.260                              | 6.809                              | 8.431                              | 15.232                             | 59.042                             | 134.400                            | 244.688                            | 354.976                            | 446.587                            | 511.234                            | 518.788                            | 582.943                            | 633.191                            |
| Densidad Poblacional (Hab/km²) | 9,83                               | 12,72                              | 15,75                              | 44,15                              | 171,13                             | 389,56                             | 709,24                             | 2839,81                            | 3572,70                            | 4089,87                            | 4150,30                            | 4397,03                            | 5065,52                            |
| Variación Intercensal (%) | -                                  | 29,44                              | 23,82                              | 55,30                              | 74,20                              | 56,07                              | 45,07                              | 31,07                              | 20,51                              | 12,64                              | 1,46                               | 5,61                               | 8,7                                |
| Nota: Hasta el censo de 1960 incluía al partido de Berazategui y hasta el censo de 1881 incluía además al partido de Florencio Varela. Fuentes: |                                    |                                    |                                    |                                    |                                    |                                    |                                    |                                    |                                    |                                    |                                    |                                    |                                    |

## Bomberos Voluntarios de Quilmes
Todo comienza con la historia de Giuseppe Garibaldi (1807-1882), que alrededor de 1860 tenía un ejército de mil voluntarios, denominados “Los mil”. Por el año 1890, estos veteranos de Garibaldi habían migrado a la República Argentina e ingresado por sus dotes a la banda de música de la “Sociedad Unión de Artesanos”, la cual tenía su asiento en la zona denominada “La Colonia”, más precisamente en la hoy calle Vicente López y Pte. Juan. D. Perón, cuyo edificio aún existe en la actualidad.
El 25 de octubre de 1897, los veteranos de Garibaldi se agruparon para fundar la llamada “Società Filarmonica Volontari di Garibaldi”. Como es de imaginar, entre las dos bandas no se tiraban muy buenas palabras. La Società Filarmonica tenía dos objetivos: honrar al León de Caprera, cuyo nombre ostentaba, y sostener una banda de música.
En el año 1911, esta sociedad tenía su sede social en la calle Garibaldi N.º 90. Las actividades habían decaído tras un esfuerzo de varios años: es entonces cuando el Sr. Guillermo Ithurzarry propone la formación de un cuerpo de bomberos voluntarios, inspirado quizá en el ejemplo de los precursores, los Bomberos Voluntarios de La Boca. El martes 31 de octubre se concreta la iniciativa y surge la “Sociedad Bomberos Voluntarios de Quilmes”, con el lema "Abnegación, sacrificio y desinterés", salvaguardando la vida de las personas y sus bienes sin recibir remuneración alguna.
Actualmente cuentan con 100 bomberos y tres destacamentos, que cubren las zonas de Ezpeleta, Quilmes Oeste y la Ribera, y un cuartel central destinado a la zona céntrica. El 31 de octubre de 2011 los Bomberos Voluntarios de Quilmes cumplieron cien años al servicio voluntario de la localidad.

### Oficial primero José María Sánchez
El 18 de diciembre de 1956, alrededor de las 22:00, el oficial primero José María Sánchez detectó sobre las vías del ferrocarril un artefacto explosivo, el cual tomó con sus manos e intentó introducir en un balde con agua para evitar que detonara y produjera una catástrofe con el convoy; luego de unos segundos, cuando se hallaba a unos veinte metros, el artefacto estalló: una de las esquirlas lo alcanzó y se introdujo en su carótida, causándole la muerte en el acto.

## Turismo
En 1915 se inaugura La Rambla sobre la ribera, un complejo que cuenta con piletas, hotel, restaurante, confiterías y cine al aire libre, definiendo a Quilmes como centro turístico.

### Polo Gastronómico
Desde 2008 Quilmes se comenzaba a consolidar como un polo gastronómico de peso dentro de la zona sur del Gran Buenos Aires, ya no solo por sus conocidas parrillas sino además dentro de rubos como las pastas, pizza, e incluso sushi, destacándose además por la calidad en la elaboración de los platos ofrecidos y la variedad gastronómica que puede hallarse. Un claro ejemplo de este crecimiento es la cantidad de restaurantes, más de 60 para 2008, y comercios afines que nacen o tienen incluso varias sucursales en este partido, en especial en el centro Quilmeño. De hecho las estimaciones de años anteriores fueron superadas por la aparición de nuevos restaurantes. Otro claro ejemplo es la renovación de la denominada "Plaza del Bicentenario" conocida también como "La plaza Conesa" en alusión a una de las calles con las que limita, allí desde la inauguración de comercios de peso internacional como Starbucks en 2011 la zona queda consolidada, y al igual que Berazategui por ejemplo, que se perfila como otro próximo polo. Desde años anteriores la idea es ampliar y revalorizar la zona de la ribera donde se tiene una capacidad mayor de crecimiento para locales y emprendimientos relacionados con el rubro.

### Quilmes ciudad
El 2 de agosto de 1916, el gobierno de la provincia de Buenos Aires declara ‘ciudad’ al pueblo de Quilmes, por ley N.º 3.627, debido a sus cuatrocientas cuadras pavimentadas (adoquinado), al palacio municipal, a los bancos de la provincia de Buenos Aires y Popular de Quilmes, a la Escuela Normal, a sus industrias y a su población (tenía 38.449 habitantes).
El progreso facilitó el establecimiento de nuevas industrias, ya no a la vera de las vías de ferrocarril, sino cerca de los caminos (1920) o del recorrido del tranvía eléctrico, generando la creación de barrios obreros en las cercanías de las plantas fabriles extendiendo de esta manera la trama urbana hacia la periferia, así es como comienza a poblarse La Colonia (Quilmes oeste) y Bernal oeste.
Con el mejoramiento de los caminos, obras de desagüe y fuerza motriz, sumadas a ciertas franquicias impositivas para fortalecer la radicación de industrias, se instalan en el partido a partir de 1930: Textilia S.A., La Bernalesa (tejidos de lana), Rhodiaseta Argentina (seda) y Ducilo (rayón), que estuvieron a la vanguardia de la industria textil.
Para 1946, Quilmes cuenta con setecientos cinco establecimientos industriales, continuando en forma creciente el asentamiento de industrias en el partido y sus respectivos barrios obreros. El comercio se afianza sobre las calles y avenidas principales de acceso a la ciudad y en el centro Rivadavia es la calle que nuclea la actividad comercial cotidiana.
La migración interna en busca de trabajo provoca una demanda de vivienda muy importante, que a pesar de los planes implementados por el gobierno no se logra cubrir y comienzan a generarse los asentamientos espontáneos en lugares marginales; aprovechando esta situación comienzan a lotearse sin planificación grandes extensiones de tierra, entre ellas las de San Francisco Solano, Villa La Florida y barrio Parque Calchaquí.

### Desmembramientos
A principio de los sesenta se produjo un importante desmembramiento: Berazategui se constituyó como partido propio, y Bernal, con un interesante aumento demográfico fue declarada "ciudad".
La política económica aplicada a partir de 1976, tuvo un fuerte impacto en Quilmes, provocando el cierre de las grandes fábricas.

## Educación
El partido de Quilmes cuenta con 86 Escuelas públicas de enseñanza de primaria y secundaria básica, 22 escuelas de enseñanza media y 7 escuelas de educación técnica, entre las cuales se destacan los colegios E.E.T. Nº 2 Paula Albarracín de Sarmiento y EET Nº7 Taller Regional Quilmes (IMPA). Además, también cuenta con 61 escuelas privadas.
| Ciudad | Tipo | E.P.B. | E.S.B. | E.E.M. | E.E.T. |

| Bernal               | Pública Privada | 19 10 | 17 4  | 5 9  | 1 0 |
| Don Bosco            | Pública Privada | 2 1   | 1     | 2 1  | 0   |
| Ezpeleta             | Pública Privada | 11 6  | 10 2  | 2    | 0   |
| Quilmes              | Pública Privada | 35 36 | 30 17 | 6 29 | 5 0 |
| San Francisco Solano | Pública Privada | 19 6  | 17 4  | 3    | 1 0 |
| Villa La Florida     | Pública Privada | 0 2   | 0 2   | 1    | 0   |

| Ciudad | Tipo | E.P.B. | E.S.B. | E.E.M. | E.E.T. |

| Bernal               | Pública Privada | 19 10 | 17 4  | 5 9  | 1 0 |
| Don Bosco            | Pública Privada | 2 1   | 1     | 2 1  | 0   |
| Ezpeleta             | Pública Privada | 11 6  | 10 2  | 2    | 0   |
| Quilmes              | Pública Privada | 35 36 | 30 17 | 6 29 | 5 0 |
| San Francisco Solano | Pública Privada | 19 6  | 17 4  | 3    | 1 0 |
| Villa La Florida     | Pública Privada | 0 2   | 0 2   | 1    | 0   |

Los noventa verían a Quilmes como una ciudad universitaria, porque a pesar de contar con varios institutos superiores de nivel terciario, tras la iniciativa del diputado nacional Roberto 'Roby' Fernández, el Congreso de la Nación Argentina aprueba la Ley N.º 23.749 mediante la que se crea la Universidad Nacional de Quilmes con sede en Bernal.
La Universidad Nacional de Quilmes fue inaugurada en 1989 y abrió sus puertas en el ciclo lectivo de 1991. En la actualidad cuenta con más de 11 000 alumnos distribuidos entre sus 18 carreras de grado y 3 de posgrado y está organizada sobre la base de la estructura departamental: el Departamento de Ciencias Sociales, el Departamento de Ciencia y Tecnología y el Centro de Estudios e Investigaciones.
El lunes 15 de marzo de 1999 la Universidad Nacional de Quilmes pone en funcionamiento su primer aula virtual, dando inicio a las actividades de lo que hoy se conoce como Universidad Virtual de Quilmes. Este programa virtual cuenta con 8 carreras de grado y 4 de posgrado, en las que cursan 6500 estudiantes distribuidos en todas las provincias de Argentina y en el extranjero.
Quilmes también cuenta con una sede de la Universidad Católica de La Plata, ubicada en Bernal. Allí se dictan 6 carreras de grado: Abogacía,
Martillero y Corredor de Comercio, Contador Público, Licenciatura en Administración de Empresas, Arquitectura y Licenciatura en Diseño de Interiores.

## Transporte
El partido está conectado tanto con la ciudad de Buenos Aires como con la ciudad de La Plata por la Autopista Buenos Aires - La Plata y el Ferrocarril General Roca Ramal La Plata vía Quilmes. Asimismo Quilmes es también, sede o terminal de varias líneas de colectivo del Gran Buenos Aires.

### Líneas de colectivo que atraviesan o terminan en Quilmes
22 85 98
129
148 159 178
219
247
257 263A 263B
266
278 281 300 324
354
372 580 582 583 584 585 586

### Micros de Larga Distancia que atraviesan o terminan en Quilmes
- Empresa TAS es una empresa de Quilmes que realiza viajes a la Costa Atlántica. Sale de Avellaneda; Wilde; Bernal; Quilmes; Berazategui y se dirige a Mar del Plata, Partido de La Costa, Pinamar y Villa Gesell.

### Estaciones de Ferrocarril
- Don Bosco, Línea General Roca
- Bernal, Línea General Roca
- Quilmes, Línea General Roca
- Ezpeleta, Línea General Roca
- Estación San Francisco Solano, Ferrocarril provincial (clausurada desde 1977)

## Radios
| MHz       | Nombre de la radio FM                                                    |
| --------- | ------------------------------------------------------------------------ |
| 87.5 MHz  | FM América                                                               |
| 87.7 MHz  | FM La Hermosa                                                            |
| 88.1 MHz  | La Radio de Tu Ciudad, Star FM                                           |
| 88.5 MHz  | FM Mía, FM Gente Nueva                                                   |
| 88.9 MHz  | FM Sur                                                                   |
| 89.1 MHz  | FM del Bosque                                                            |
| 89.7 MHz  | FM Compartiendo                                                          |
| 90.3 MHz  | FM Hope Archivado el 1 de diciembre de 2022 en Wayback Machine.          |
| 90.7 MHz  | FM Stylo                                                                 |
| 90.9 MHz  | FM Ser, Radio G (Duplex)                                                 |
| 91.1 MHz  | Radio Novak Archivado el 19 de mayo de 2022 en Wayback Machine., FM Vida |
| 91.3 MHz  | FM 91.3                                                                  |
| 91.5 MHz  | FM RK, UNQ Radio                                                         |
| 92.1 MHz  | FM Identidad Sur, FM Cardinal                                            |
| 92.3 MHz  | FM Victoria                                                              |
| 92.9 MHz  | FM Spectra, FM Titanium                                                  |
| 93.5 MHz  | Radio FMQ                                                                |
| 93.9 MHz  | FM Wen                                                                   |
| 94.1 MHz  | FM 94.1                                                                  |
| 94.7 MHz  | FM Ahijuna                                                               |
| 95.3 MHz  | FM RDB                                                                   |
| 95.7 MHz  | FM Planeta                                                               |
| 96.1 MHz  | FM Plus                                                                  |
| 96.3 MHz  | FM Bolivia                                                               |
| 96.5 MHz  | FM Scorpio                                                               |
| 96.9 MHz  | FM Chaco                                                                 |
| 97.1 MHz  | FM Elit                                                                  |
| 97.3 MHz  | FM Cardinal                                                              |
| 98.9 MHz  | FM Alegría                                                               |
| 99.5 MHz  | FM One                                                                   |
| 100.3 MHz | Radio Quasar                                                             |
| 100.5 MHz | FM La Máquina                                                            |
| 100.9 MHz | FM La Matera                                                             |
| 101.3 MHz | FM Sion                                                                  |
| 101.7 MHz | FM Now Up                                                                |
| 102.1 MHz | FM Ñandutí Disco (Duplex)                                                |
| 102.5 MHz | FM CLS, Star FM (Duplex)                                                 |
| 102.9 MHz | Radio Vox                                                                |
| 103.3 MHz | Cocktel Max                                                              |
| 103.5 MHz | Open Radio                                                               |
| 103.9 MHz | Radio Fan                                                                |
| 104.1 MHz | FM Master                                                                |
| 104.5 MHz | FM 104.5                                                                 |
| 104.9 MHz | FM Avivamiento                                                           |
| 105.3 MHz | Ñandutí Disco                                                            |
| 106.1 MHz | FM Paraíso                                                               |
| 106.5 MHz | Radio Quilmes FM                                                         |
| 107.1 MHz | Radio G                                                                  |
| 107.7 MHz | FM La Cordillerana                                                       |

## Salud
El partido de Quilmes cuenta con 2 hospitales públicos, 41 unidades sanitarias o CAPS (Centros de Atención Primaria de Salud), 37 clínicas de diversas especializaciones y más de 120 farmacias distribuidas por localidad de la siguiente manera:
| Ciudad | Hospitales | Unidades sanitarias | Clínicas y sanatorios | Farmacias |

| Bernal               | 0 | 8  | 8  | 29 |
| Don Bosco            | 0 | 3  | 0  | 4  |
| Ezpeleta             | 0 | 5  | 2  | 13 |
| Quilmes              | 1 | 14 | 24 | 58 |
| San Francisco Solano | 1 | 8  | 4  | 21 |
| Villa La Florida     | 0 | 3  | 0  | 3  |

| Ciudad | Hospitales | Unidades sanitarias | Clínicas y sanatorios | Farmacias |

| Bernal               | 0 | 8  | 8  | 29 |
| Don Bosco            | 0 | 3  | 0  | 4  |
| Ezpeleta             | 0 | 5  | 2  | 13 |
| Quilmes              | 1 | 14 | 24 | 58 |
| San Francisco Solano | 1 | 8  | 4  | 21 |
| Villa La Florida     | 0 | 3  | 0  | 3  |

## Deportes
Quilmes es sede de tres equipos de fútbol: Quilmes Atlético Club que juega en la Primera Nacional, el Club Atlético Argentino de Quilmes de la Primera B Metropolitana (3.ª División), siendo el primer club criollo de la Argentina, y el Club Social y Deportivo Juventud de Bernal del Torneo Promocional Amateur (5.ª División). El Quilmes Atlético Club ha salido campeón de primera división en una oportunidad en 1978.
El Quilmes Atlético Club también tiene un equipo de Hockey masculino y femenino, ambos juegan en la 1.ª división de la Confederación Argentina de Hockey. Ambos han obtenido numerosos campeonatos nacionales (15 del masculino y 17 del femenino).
Quilmes, posee también dos equipos de rugby que juegan en la Unión de Rugby de Buenos Aires: el Ateneo Cultural y Deportivo Don Bosco y el Círculo Universitario de Quilmes.

### Clubes de barrio
Existen en el Partido de Quilmes una numerosa cantidad de clubes que no compiten a un nivel profesional, y algunos tampoco a un nivel amateur, en los cuales se pueden practicar diversas disciplinas deportivas, estos son los llamados "Clubes de Barrio" y se encuentran distribuidos por localidad de la siguiente forma:
| Ciudad | Localidad | Clubes | Plazas |

| Bernal               | Bernal Este Bernal Oeste | 12 21 | 6 21  |
| Don Bosco            |                          | 4     | 6     |
| Ezpeleta             | Ezpeleta Ezpeleta Oeste  | 11 5  | 10 6  |
| Quilmes              | Quilmes Quilmes Oeste    | 18 17 | 24 18 |
| San Francisco Solano |                          | 46    | 9     |
| Villa La Florida     |                          | 7     | 5     |

| Ciudad | Localidad | Clubes | Plazas |

| Bernal               | Bernal Este Bernal Oeste | 12 21 | 6 21  |
| Don Bosco            |                          | 4     | 6     |
| Ezpeleta             | Ezpeleta Ezpeleta Oeste  | 11 5  | 10 6  |
| Quilmes              | Quilmes Quilmes Oeste    | 18 17 | 24 18 |
| San Francisco Solano |                          | 46    | 9     |
| Villa La Florida     |                          | 7     | 5     |

## Gobierno y administración
El sistema de gobierno de Quilmes está encabezado por un intendente municipal elegido por los vecinos y que gobierna por un periodo de cuatro años; cuenta con una Defensoría del Pueblo y un cuerpo legislativo, el Concejo Deliberante, integrado por 24 concejales.
La nueva intendente de Quilmes es Mayra Mendoza quien pudo a través del voto de la población en las elecciones del 27 de octubre de 2019 con un 49% de los votos, llegar al cargo. Asumió el cargo de intendente el 10 de diciembre de 2019.
La estructura orgánica municipal está compuesta por doce Secretarías:
- Jefatura de Gabinete.
- Secretaría de Hacienda.
- Secretaría de Desarrollo Urbano y Obra Pública.
- Secretaría de Salud.
- Secretaría de Servicios Públicos.
- Secretaría de Seguridad y Ordenamiento Urbano.
- Secretaría de Comunicación y Relaciones Institucionales.
- Secretaría Legal y Técnica.
- Secretaría de Niñez y Desarrollo Social.
- Secretaría de Derechos Humanos.
- Secretaría de Mujeres y Diversidad.
- Secretaría de Educación, Cultura y Deportes
- Secretaría de Desarrollo Económico Sustentable.
- Agencia de Fiscalización y Control.

### Concejo Deliberante de Quilmes
El Concejo Deliberante cuenta con 24 integrantes que se renuevan en su totalidad cada 4 años:
| Concejal/Concejala              | Bloque | Bloque                     | Inicio del Mandato | Fin del Mandato |
| ------------------------------- | ------ | -------------------------- | ------------------ | --------------- |
| Alejandra Carina Eva Mieri      |        | Unión por la Patria        | 2023               | 2027            |
| Rosalina Mendoza                |        | Unión por la Patria        | 2023               | 2027            |
| Federico D´Angelo Campos        |        | Unión por la Patria        | 2023               | 2027            |
| Florencia Micaela Esteche       |        | Unión por la Patria        | 2023               | 2027            |
| Ariel Antonio Burtoli           |        | Unión por la Patria        | 2023               | 2027            |
| Evelin María Eva Giancristoforo |        | Unión por la Patria        | 2023               | 2027            |
| Elsa Karina Jara                |        | Unión por la Patria        | 2023               | 2027            |
| María Belén Maron               |        | Unión por la Patria        | 2023               | 2027            |
| Gabriel Leonardo Ibarra         |        | Unión por la Patria        | 2023               | 2027            |
| Florencia Hernandez             |        | Unión por la Patria        | 2023               | 2027            |
| José Luis Contreras Salu        |        | Unión por la Patria        | 2023               | 2027            |
| Mariano Casado                  |        | Unión por la Patria        | 2023               | 2027            |
| Ezequiel Enrique Arauz          |        | Unión por la Patria        | 2023               | 2027            |
| Ignacio Chiodo                  |        | Juntos por el Cambio - PRO | 2023               | 2027            |
| Amelia Patricia Ballesteros     |        | Juntos por el Cambio - PRO | 2023               | 2027            |
| Diego Fernando Buffone          |        | Juntos por el Cambio - PRO | 2023               | 2027            |
| Walter Gustavo Fernandez        |        | Juntos por el Cambio - PRO | 2023               | 2027            |
| Lucas Emanuel Araujo            |        | Juntos por el Cambio - PRO | 2023               | 2027            |
| Daniela Ferreyra                |        | Unión Cívica Radical       | 2023               | 2027            |
| Marcela Gago                    |        | Unión Cívica Radical       | 2023               | 2027            |
| Fernando Perez                  |        | Unión Cívica Radical       | 2023               | 2027            |
| Cintia Estefanía Albasetti      |        | La Libertad Avanza         | 2023               | 2027            |
| Ricardo Sergio Rij              |        | La Libertad Avanza         | 2023               | 2027            |
| Patricia Capparelli             |        | Trabajando por Quilmes     | 2023               | 2027            |

Notas: Florencia Esteche actúa como Presidenta del HCD desde el 23 de julio de 2024
Fabio Ruben Baez abandono su cargo como Concejal y como Presidente del HCD el 23 de julio de 2024, Rosalina Mendoza ocupo su banca.
Los primeros de cada bloque son los presidentes de los mismos.
| Bloques | Bloques                | Integrantes |
| ------- | ---------------------- | ----------- |
|         | Unión por la Patria    | 13          |
|         | Juntos por el Cambio   | 5           |
|         | Unión Cívica Radical   | 3           |
|         | La Libertad Avanza     | 2           |
|         | Trabajando por Quilmes | 1           |

### Intendentes municipales desde 1983
- Eduardo Camaño
(1987–1991)
- Aníbal Fernández
(1991-1995)
- Francisco "Barba" Gutiérrez
(2007–2015)
- Martiniano Molina
(2015-2019)
- Mayra Mendoza
(2019–presente)

| Mandato       | Intendente          | Partido               |
| ------------- | ------------------- | --------------------- |
| 1983-1987     | Eduardo Vides       | Unión Cívica Radical  |
| 1987-1991     | Eduardo Camaño      | Partido Justicialista |
| 1991-1995     | Aníbal Fernández    | Partido Justicialista |
| 1995-1999     | Federico Scarabino  | Partido Justicialista |
| 1999-2003     | Fernando Geronés    | Unión Cívica Radical  |
| 2003-2007     | Sergio Villordo     | Partido Justicialista |
| 2007-2015     | Francisco Gutiérrez | Polo Social (FpV)     |
| 2015-2019     | Martiniano Molina   | Propuesta Republicana |
| 2019-presente | Mayra Mendoza       | Partido Justicialista |

## Conflictos con partidos vecinos
- Uno de los principales conflictos con municipios vecinos es el del límite con Avellaneda en la avenida Ramón Franco bajo el puente del Acceso Sudeste en las inmediaciones del barrio Llaneza, en el espacio que ocupaba el conocido supermercado Sumo de la familia Llaneza.